# Abu Taher

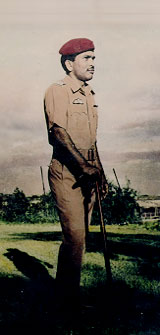
Tenente-coronel Abu Taher

Abu Taher (14 de novembro de 1938 -. 21 de julho de 1976) foi um líder militar e político de Bangladesh, herói da guerra da independência do país, ativista radical de esquerda e um dos líderes do Jatiyo Samajtantrik Dal e um participante ativo no motim dos soldados e na revolta pública de 7 de novembro de 1975. Abu Taher seria preso em 24 de novembro daquele ano e julgado por um tribunal militar em Daca, sendo condenado à morte. Sua pena de morte foi executada por enforcamento em 21 de julho de 1976.